# 니시오미야역
니시오미야역(일본어: 西大宮駅, にしおおみやえき)은 일본 사이타마현 사이타마시 니시구에 있는 철도역이다.

## 타는 곳
| 1 | ■ 가와고에 선             | 가와고에 방면                                                                                         |
| 2 | ■ 가와고에 선 (사이쿄 선) | 오미야·무사시우라와·아카바네·이케부쿠로·신주쿠·시부야·오사키 방면 (린카이 선에 직결 운행) 신키바 방면 |

## 역사
- 2006년: 착공.
- 2008년 2월 7일: 역명 결정.
- 2009년 3월 14일: 영업 개시.

## 인접역
| 동일본 여객철도 ■ 가와고에 선 | 동일본 여객철도 ■ 가와고에 선 | 동일본 여객철도 ■ 가와고에 선 |
| ----------------------------- | ----------------------------- | ----------------------------- |
| 닛신 오미야 방면              |                               | 사시오기 가와고에 방면        |